# Paolo Grimoldi
Paolo Grimoldi (Milano, 27 settembre 1975) è un politico italiano, deputato per la Lega Nord dal 2006 al 2022.
Dal 21 novembre 2015 al 16 febbraio 2021 è stato segretario della Lega Lombarda.

## Biografia
Conseguito il diploma di maturità scientifica al collegio Villoresi San Giuseppe di Monza, si è iscritto alla Lega Nord di Umberto Bossi nel 1991. Ha fondato la struttura federale del Movimento Giovani Padani, l'organizzazione giovanile della Lega Nord, di cui è stato dapprima coordinatore del gruppo monzese, successivamente coordinatore provinciale della Brianza e coordinatore nazionale della Lombardia. Dal 2002 al 2011 è stato coordinatore federale.
Durante questi anni, ha fondato il Movimento Giovani Padani in Piemonte, Marche, Umbria, Trentino e in diverse provincie ove non era ancora presente. Nel luglio 2011, in seguito al Coordinamento Federale del Movimento Giovani Padani, organo collegiale del movimento, è stato nominato Presidente Federale del Movimento Giovani Padani.
Alle elezioni amministrative del 2004 si candida al consiglio provinciale di Milano, nelle liste della Lega Nord a sostegno del candidato presidente Massimo Zanello, risultando eletto consigliere provinciale e rimanendo in carica fino al 13 luglio 2006.
Alle elezioni politiche del 2006 viene candidato alla Camera dei deputati, tra le liste della Lega Nord nella circoscrizione Lombardia 1 in terza posizione, risultando eletto deputato. Nella XV legislatura della Repubblica è stato componente della 11ª Commissione Lavoro pubblico e privato.
Alle politiche del 2008 viene ricandidato alla Camera, tra le liste della Lega Nord – Movimento per l'Autonomia nella medesima circoscrizione in quarta posizione, venendo rieletto a Montecitorio. Nel corso della XVI legislatura ha fatto parte della 7ª Commissione Cultura, scienza e istruzione (2008-2013), della Commissione parlamentare d'inchiesta sulle attività illecite connesse al ciclo dei rifiuti (2012) e della Delegazione italiana presso l'Assemblea parlamentare del Consiglio d'Europa (2012-2013), oltre a presentare una proposta di legge (come primo firmatario), assieme a Stefano Allasia, Marco Reguzzoni e Matteo Salvini, per abolire il valore legale dei titoli di studio (diplomi e lauree) dai concorsi pubblici.
Alle elezioni politiche del 2013 viene ricandidato alla Camera, tra le liste della Lega Nord nella circoscrizione Lombardia 1 in seconda posizione, venendo rieletto deputato. Nella XV legislatura della Repubblica è stato membro e capogruppo per la Lega nella 8ª Commissione Ambiente, Territorio e Lavori pubblici.
Il 18 maggio 2015 viene nominato commissario della Lega Lombarda, in sostituzione di Stefano Borghesi e nel settembre successivo, è stato eletto per acclamazione segretario della stessa.
Dopo aver trionfato alle primarie di inizio ottobre 2015 con il 94,1% dei voti e il 71,9% di affluenza è stato eletto Segretario Nazionale durante il Congresso Nazionale del 21 novembre 2015.
Nel settembre 2020, a poche settimane dal referendum costituzionale sul taglio del numero di parlamentari legato alla riforma avviata dal governo Conte I guidato dalla Lega assieme al Movimento 5 Stelle e concluso dal governo Conte II guidato dalla coalizione tra M5S e Partito Democratico Grimoldi annuncia il suo voto contrario, in dissidenza con la linea ufficiale della Lega, schierata per il "Sì".
Alle elezioni politiche anticipate del 2022 viene candidato alla Camera nella collegio plurinominale Lombardia 1 - 02 in terza posizione, ma non viene rieletto. In autunno insieme ad Angelo Ciocca diventa coordinatore del "Comitato Nord", corrente bossiana interna alla Lega Salvini Premier, voluta dal Presidente a vita della Lega Umberto Bossi. Nella primavera del 2024 è tra i 21 dissidenti che scrivono al segretario Matteo Salvini chiedendogli di tornare al pragmatismo del vecchio partito, di non allearsi con gli estremisti di Alternative für Deutschland e Marine Le Pen e di non candidare il generale Roberto Vannacci alle elezioni europee di giugno, richieste inascoltate. Il 25 giugno dello stesso anno viene formalizzata la sua espulsione dalla Lega   e così il 7 ottobre, insieme agli ex leghisti Roberto Bernardelli e Roberto Castelli, fonda l'associazione autonomista e settentrionalista Patto per il Nord di cui Bossi diventa Presidente ad honorem ricevendo la tessera nº 1.

## Polemica sulDiario di Anna Frank
A gennaio 2010 Grimoldi presenta un'interrogazione al Ministro dell'istruzione, dell'università e della ricerca Mariastella Gelmini chiedendo il suo intervento nei confronti della scuola elementare "Lina Mandelli" di Usmate Velate poiché nell'istituto era stata data lettura della versione integrale del "Diario di Anna Frank", dove in un passo (pagina di venerdì 24 marzo 1944) l'autrice dava "accurata descrizione delle sue parti intime". Il deputato ha dichiarato: "Credo che quelle pagine per bambine e bambini di otto o nove anni si possano definire hard".
Il deputato ha poi chiarito di non aver chiesto la censura del libro, ma la lettura dell'edizione non integrale.

## Difesa del Gran Premio di Monza
Dal 2009 al 2011 il deputato della Lega Nord ha inviato numerosi comunicati stampa per difendere il Gran Premio dell'autodromo nazionale di Monza dalla concorrenza di quello in progetto per Roma.  Ha presentato anche un dossier di 19 pagine per dimostrare (con dati e studi di istituti, come la Camera di Commercio della provincia di Monza) i danni economici e sul turismo che lo spostamento della competizione automobilistica a Roma causerebbe a Monza.

## Biblioteca italiana per i ciechi "Regina Margherita" di Monza
Il 15 gennaio 2009 ha presentato una richiesta di aumento di contributo per la Biblioteca italiana per ciechi “Regina Margherita” di Monza. Con il voto in Commissione del 19 aprile tale richiesta è stata approvata. Nel novembre del 2011 Paolo Grimoldi ha ricevuto a Roma il riconoscimento Premio Louis Braille 2011 istituito dall'Unione Italiana dei Ciechi e degli Ipovedenti - ONLUS.